# Cosmopterix gemmiferella
Cosmopterix gemmiferella là một loài bướm đêm thuộc họ Cosmopterigidae. Nó được tìm thấy ở Hoa Kỳ (from Maine, Illinois và northwest Arkansas phía nam đến miền trung Florida và miền nam Louisiana) và Canada (Ontario).
Cánh trước dài 4,5-5,1 mm.
Ấu trùng ăn Dichanthelium dichotomum. Chúng ăn lá nơi chúng làm tổ. Adults fly in tháng 6 và tháng 7 in the North, đầu tháng 4 đến tháng 6 xa hơn về phía nam.